# Synotaxidae
Los sinotáxidos (Synotaxidae) son una familia de arañas araneomorfas, que forman parte de la superfamilia de los araneoideos (Araneoidea), junto con trece familias más entre las que destacan, por su número de especies: Linyphiidae, Araneidae, Theridiidae y Tetragnathidae.

## Sistemática
Con la información recogida hasta el 28 de octubre de 2006, esta familia tiene 13 géneros y 68 especies. Se encuentran a América Central y América del Sud, Nueva Zelanda y Australia.
La categoritzación en subfamilias sigue las propuestas de Joel Hallan en su Biology Catalog.

### Pahorinae
Forster, Platnick & Coddington, 1990
- Nomaua Forster, 1990 (Nueva Zelanda)
- Pahora Forster, 1990 (Nueva Zelanda)
- Pahoroides Forster, 1990 (Nueva Zelanda)
- Runga Forster, 1990 (Nueva Zelanda)
- Wairua Forster, 1990 (Nueva Zelanda)

### Physogleninae
Petrunkevitch, 1928
- Meringa Forster, 1990 (Nueva Zelanda)
- Paratupua Platnick, 1990 (Australia)
- Physoglenes Simon, 1904 (Chile)
- Tupua Platnick, 1990 (Tasmania)

### SynotaChinae
Simon, 1894
- Calcarsynotaxus Wunderlich, 1995 (Australia)
- Chileotaxus Platnick, 1990 (Chile)
- Synotaxus Simon, 1895 (Sur América)

### Incertae sedis
- Mangua Forster, 1990 (Nueva Zelanda)